# Temur Rakhimov
Temur Rakhimov (8 de julho de 1997) é um judoca tajique. Foi medalhista de bronze nos Jogos Olímpicos de Verão de 2024 em Paris.
Rakhimov é medalhista de bronze no Grand Prix de Judô de Marrakesh em 2019 e representou o Tajiquistão nos Jogos Olímpicos de Verão de 2020.
Rakhimov ganhou uma das medalhas de bronze em seu evento no Grand Slam de Judô de Tel Aviv 2022, realizado em Tel Aviv, Israel.